# Ante Rukavina
Ante Rukavina (ur. 18 czerwca 1986 w Szybeniku) – chorwacki piłkarz występujący na pozycji napastnika. Od 2010 jest zawodnikiem Dinama Zagrzeb.

## Kariera klubowa
Rukavina zawodową karierę rozpoczynał w drugoligowym klubie HNK Šibenik. Do jego pierwszej drużyny trafił w sezonie 2003/2004 i od czasu debiutu pełnił tam rolę rezerwowego. Podstawowym graczem HNK stał się od sezonu 2005/2006. Na jego koniec zajął z klubem 1. miejsce w lidze i awansował z nim do pierwszej ligi. W tych rozgrywkach zadebiutował 19 sierpnia 2006 w wygranym 1:0 meczu z klubem Pula 1856. W tamtym meczu strzelił także gola.
W styczniu 2007 przeszedł do innego pierwszoligowca – Hajduka Split. Pierwszy ligowy występ w jego barwach zanotował 17 lutego 2007 przeciwko klubowi NK Osijek (3:0). W sezonie 2006/2007 wywalczył z klubem wicemistrzostwo Chorwacji. W Hajduku Rukavina grał do końca sezonu 2007/2008.
Latem 2008 za 2,8 miliona euro przeszedł do greckiego Panathinaikosu. W lidze greckiej zadebiutował 13 września 2008 w wygranym 3:0 spotkaniu z Panthrakikosem. 5 października 2008 w wygranym 2:0 meczu z Lewadiakosem zdobył pierwszą bramkę w trakcie gry w lidze greckiej. W sezonie 2008/2009 zajął z klubem 3. miejsce w lidze. W sezonie 2009/10 zdobył z Panatinaikosem mistrzostwo i puchar Grecji. Po sezonie przeszedł jako wolny zawodnik prawem Bossmana do Dinama Zagrzeb.

## Kariera reprezentacyjna
Rukavina rozegrał 9 spotkań i zdobył 6 bramek w reprezentacji Chorwacji U-21. W 2007 roku został powołany do kadry seniorskiej na mecz eliminacji Mistrzostw Europy 2008 z Macedonią, jednak nie zdołał wówczas zadebiutować w pierwszej reprezentacji.